# Maciej Bystram
Maciej Bystram herbu Tarnawa (ur. w 1602 w Cielętach, zm. 5 sierpnia 1677 w Chełmży) – ksiądz katolicki, kanonik, oficjał i archidiakon, biskup pomocniczy chełmiński w latach 1659–1677.

## Życiorys
Pochodził z rodziny szlacheckiej herbu Tarnawa rezydującej w Cielętach koło Brodnicy. W 1635 wyświęcony na kapłana, z polecenia biskupa Zadzika został kanonikiem chełmińskim, w 1651 był archidiakonem i oficjałem generalnym biskupa Andrzeja Leszczyńskiego. W 1659 mianowany biskupem pomocniczym diecezji chełmińskiej i biskupem tytularnym Argos, ordynowany biskupem tytularnym Argos w 1661 roku. Sakrę biskupią przyjął w Smardzewicach z rąk biskupa Kazimierza Czartoryskiego. Trzykrotnie uczestniczył jako deputat kapituły chełmińskiej w Trybunale Głównym Koronnym. Dwukrotnie, w 1653 i w 1674 administrował sede vacante diecezją chełmińską. W 1665 był posłem królewskim na sejmik pruski w Toruniu. W lipcu 1675 konsekrował kościół prepozytularny w Lubawie, a w październiku tego samego roku kościół w Ostromecku. Zmarł 5 sierpnia 1677 w Chełmży (inną datę - 13 sierpnia 1676 umieszczono na płycie nagrobnej, inną też - 1675 lub 1674 - podają niektóre źródła). Pochowany w chełmżyńskiej katedrze w pobliżu wejścia na chór kapitulny, przy którym umieszczona była Pasja z ukrzyżowanym Chrystusem. W katedrze na filarze obok ołtarza św. Walentego znajduje się jego epitafium, z popiersiem z białego marmuru i czarną tablicą inskrypcyjną ze złoconym napisem oraz czterodzielnym kartuszem u dołu z herbem Tarnawa. Jak głosi napis na tablicy inskrypcyjnej wolą biskupa było spocząć pod krzyżem, którego czcicielem był za życia, co też zostało spełnione.

## Literatura dodatkowa
- Ks. Alfons Mańkowski: Bystram Maciej. W: Polski Słownik Biograficzny. T. 3: Brożek Jan – Chwalczewski Franciszek. Kraków: Polska Akademia Umiejętności – Skład Główny w Księgarniach Gebethnera i Wolffa, 1937, s. 170. Reprint: Zakład Narodowy im. Ossolińskich, Kraków 1989, ISBN 83-04-03291-0